# جمعية المحاسبين والمراجعين الكويتية
تأسست جمعية المحاسبين والمراجعين الكويتية في فبراير 1972، بهدف تنمية الثقافة والخبرة في مجال وميدان المحاسبة، وذلك عن طريق إجراء الدراسات وإعداد البحوث وتقديم الاستشارات وتبادل الخبرات في هذا المجال، بما يدعم التطبيق العملي القائم على التقدم العلمي ويدعم التخصص المهني، كما يرفع مستوي الأداء العملي ويزيد من المعرفة العملية للعاملين في مجالات المحاسبة.
تهدف جمعية المحاسبين والمراجعين الكويتية الى تحقيق أهدافها العلمية والمهنية؛ عبر إيجاد رابطة قوية تلم شمل جميع العاملين في الميدان، وذلك عن طريق توظيف لغة علمية يتخاطبون بها ومفاهيم موحدة يلتزمونها تضيء لهم الطريق وتيسر لهم السبل نحو الكشف عن المستجدات الموضوعية، من الأساليب العملية في المحاسبة التي تساعدهم في عملهم لتحقيق الأهداف المرسومة، بما يرفع من مستوى وكفاءة الأداء ويقضي على الإسراف والضياع في الإنتاج.
أُشْهِرَتْ الجمعية من قبل وزارة الشئون الإجتماعية، والتي تعمل وفق مرسوم رقم (57) في الأندية والجمعيات ذات نفع عمومي، وذلك بتاريخ 11/2/1973 طبقاً لأحكام القانون ( 23/62). وقد تم الإعلان عن إشهارها في الجريدة الرسمية «الكويت اليوم» العدد ( 917 ) صفحة 37 .
يتكون مجلس إدارتها من تسعة أعضاء تنتخبهم الجمعية العمومية مرة كل سنتين، وتبدأ السنة المالية للجمعية في أول يناير وتنتهي في آخر ديسمبر من كل عام، أما السنة المالية الأولى فتبدأ من تاريخ الإشهار وتنتهي في آخر ديسمبر من هذا العام وتجتمع الجمعية العمومية في خلال شهرين من انتهاء السنة المالية.